# Sornac
Sornac (Saurnac auf Okzitanisch) ist eine französische Gemeinde mit 773 Einwohnern (Stand 1. Januar 2022) im Département Corrèze in der Region Nouvelle-Aquitaine. Die Einwohner nennen sich Sornacois(es).

## Geografie
Die Gemeinde liegt im Zentralmassiv auf dem Plateau de Millevaches und somit auch im Regionalen Naturpark Millevaches en Limousin.
Tulle, die Präfektur des Départements, liegt ungefähr 75 Kilometer südwestlich, Égletons etwa 35 Kilometer südwestlich und Ussel rund 15 Kilometer südöstlich.
Nachbargemeinden von Sornac sind Le Mas-d’Artige im Norden, La Courtine im Nordosten, Saint-Rémy und Bellechassagne im Osten, Saint-Germain-Lavolps im Südosten, Saint-Sulpice-les-Bois im Südwesten, Millevaches im Westen sowie Saint-Setiers und Féniers im Nordwesten.
Die Diège, ein Nebenfluss der Dordogne, durchfließt das Gemeindegebiet.

### Verkehr
Der Ort liegt ungefähr 20 Kilometer nordwestlich der Abfahrt 23 der Autoroute A89.

## Geschichte
Der Name Sornac leitet sich von dem alten Wort von „sorne“ ab und bedeutet „dunkler Ort“.

### Wappen
Beschreibung: In Silber ein roter Löwe.

## Einwohnerentwicklung
| Jahr      | 1962 | 1968 | 1975 | 1982 | 1990 | 1999 | 2007 | 2016 |
| Einwohner | 982  | 1017 | 1020 | 1125 | 972  | 851  | 817  | 767  |

## Sehenswürdigkeiten
- Die Kirche Saint-Martin-de-Tours, ein Sakralbau aus dem 13. Jahrhundert. Das Gebäude ist seit 1927 als Monument historique klassifiziert.[3][4]